# Mamata Banerjee

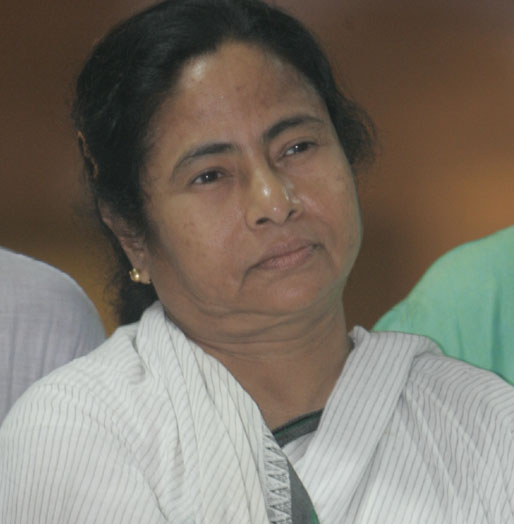
Mamata Banerjee (2008)

Mamata Banerjee (bengalisch মমতা বন্দ্যোপাধ্যায় Mamatā Bandyopādhyāẏ; * 5. Januar 1955 in Kalkutta) ist eine indische Politikerin. Sie ist Gründerin und Vorsitzende der westbengalischen Regionalpartei All India Trinamool Congress (AITC) und seit dem Jahr 2011 Chief Ministerin des Bundesstaats Westbengalen.

## Leben

### Frühe Jahre und Laufbahn in der Kongresspartei
Mamata Banerjee wurde in eine bengalische Brahmanen-Familie, als Tochter von Promileswar Banerjee und Gayetri Banerjee in Kalkutta geboren. Sie studierte an der University of Calcutta Politik und Rechtswissenschaften und erwarb die Grade einer M.A., B.Ed., sowie LL.B. Politisch schloss sie sich zunächst der Kongresspartei an, wo sie rasch Karriere machte und von 1970 bis 1980 Präsidentin des Mahila Congress (I) in Westbengalen, der dortigen Frauenorganisation des All India Congress Committee war. Bei der gesamtindischen Parlamentswahl 1984 wurde sie im Wahlkreis 18-Jadavpur erstmals in die Lok Sabha gewählt. Bei der folgenden Wahl 1989 kandidierte sie erneut in diesem Wahlkreis, unterlag aber knapp dem Kandidaten der CPI(M). Bei der Wahl 1991 gewann sie den Wahlkreis 23-Calcutta South. Im Kabinett von Premierminister P. V. Narasimha Rao war sie 1991 bis 1993 Staatsministerin (Staatssekretärin) für die Entwicklung von Humanressourcen, Jugend und Sport, sowie Frauen- und Kindentwicklung.

### Gründung des Trinamool Congress
Bei der Wahl 1996 wurde sie erneut für die Kongresspartei im Wahlkreis 23-Calcutta South gewählt. In den Jahren 1996 bis 1997 kam es zu einem zunehmenden Zerwürfnis zwischen Banerjee und der Kongressparteiführung. Die ungestüme Mamata Banerjee, die stets kein Blatt vor den Mund nahm, kritisierte die Kongressparteiführung für ein zu schwaches Auftreten gegenüber den in Westbengalen seit den 1970er Jahren dominierenden Kommunisten, versuchte sich vergeblich als lokale Parteiführerin des Kongresses in Westbengalen zu installieren, machte politische Annäherungsversuche an die Bharatiya Janata Party (BJP), und drohte damit, bei der nächsten Wahl unter einem eigenen Wahlsymbol anzutreten. Diese Entwicklungen kulminierten im offiziellen Parteiausschluss Mamata Banerjees aus der Kongresspartei am 22. Dezember 1997. Daraufhin gründete sie eine eigene Partei, den West Bengal Trinamool Congress (WBTC, „Graswurzel-Kongress Westbengalens“), wenig später umbenannt in All India Trinamool Congress (AITC), dessen Parteivorsitzende sie wurde und bis heute geblieben ist. Ideologisch gab es zwischen Kongresspartei und Trinamool Congress kaum Unterschiede. Die Unterschiede lagen praktisch ausschließlich in den Führungspersönlichkeiten. Von den 82 Kongresspartei-Abgeordneten im Parlament von Westbengalen schlossen sich 19 der neuen Partei an. Bei der indischen Parlamentswahl 1998 ging der Trinamool Congress mit der BJP ein Wahlbündnis ein und gewann 24,4 Prozent der Stimmen sowie 7 der 42 Wahlkreise Westbengalens. Die Kongresspartei konnte bei 15,2 Prozent Stimmenanteil nur einen einzigen Wahlkreis gewinnen. In der Folge entwickelte sich der Trinamool Congress zur führenden Oppositionspartei gegen die in Westbengalen regierenden Kommunisten. Bei den gesamtindischen Wahlen 1998 und 1999 gewann Banerjee erneut den Wahlkreis 23-Calcutta South – diesmal allerdings unter der Flagge des WBTC/AITC. Der Trinamool Congress schloss sich der BJP-geführten NDA-Parteienallianz an und beteiligte sich personell an der Regierung unter Premierminister Atal Bihari Vajpayee. Im Kabinett Vajpayee III amtierte Mamata Banerjee vom 13. Oktober 1999 bis 16. März 2001 als Eisenbahnministerin. 2001 kam es zum Bruch mit der BJP. Mamata Banerjee trat vom Ministeramt zurück und der WBTC verließ die Koalitionsregierung und die Allianz mit der BJP. Anlass war die sogenannten Operation West End, bei der durch investigative Journalisten die Bestechlichkeit etlicher Regierungsmitarbeiter exponiert worden war.

### Phase des Niedergangs

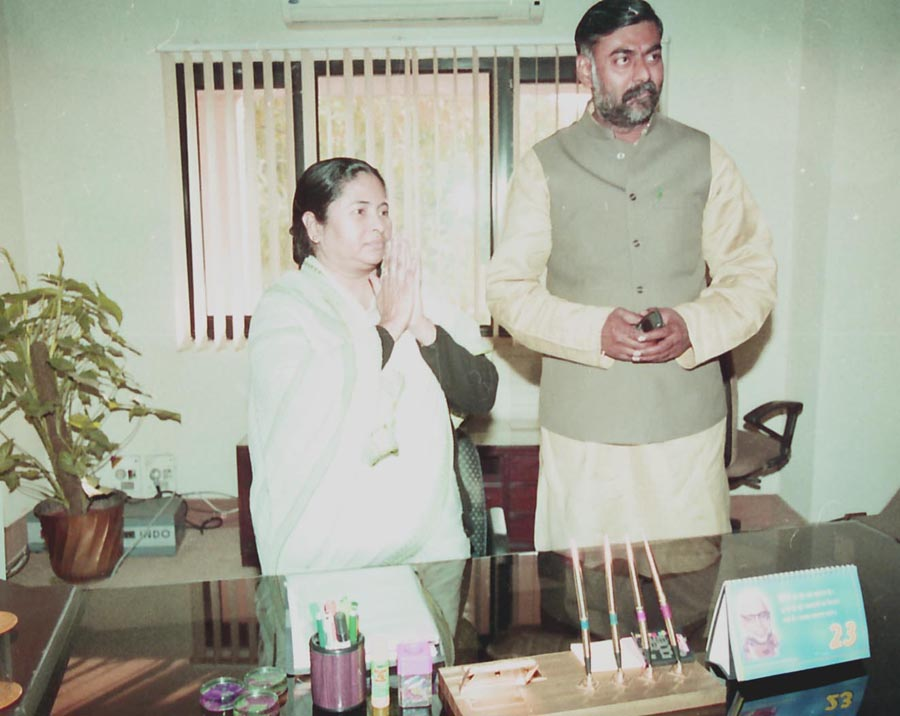
Vereidigung Banerjees als Ministerin am 9. Januar 2004

In den folgenden Jahren kam es zu einem gewissen Niedergang von Banerjees Trinamool Congress. Bei der Wahl zum Regionalparlament Westbengalens 2001 verbündete sich die Partei mit der Kongresspartei, gewann bei der Wahl jedoch nur 60 der 294 Wahlkreise. Wahlsieger blieben erneut die Kommunisten. Auch bei den Regionalwahlen der folgenden Jahre schnitt die Partei eher enttäuschend ab. 2003 ließ Banerjee ihre Partei wieder an der NDA-Regierung teilnehmen und amtierte vom 8. September 2003 bis 8. Januar 2004 als Kabinettsministerin ohne Portfolio und vom 9. Januar 2004 bis Mai 2004 als Kabinettsministerin für Kohle und Bergbau. Bei der indischen Parlamentswahl 2004 gewann Banerjees Partei nur einen einzigen Wahlkreis (von 42) in Westbengalen – Banerjees Wahlkreis 23-Calcutta South. Auch bei der Wahl zum Parlament Westbengalens 2006, die der AITC wieder im Bündnis mit der BJP bestritt, war Banerjees Partei mit 29 von 294 gewonnenen Wahlkreisen wenig erfolgreich.

### Wiederaufstieg des Trinamool-Kongresses ab 2006
Zu einem Wendepunkt entwickelte sich der Streit um die Chemiefabrik in Nandigram (Distrikt Purba Medinipur, Westbengalen). Die westbengalische CPI(M)-Regierung unter Chief Minister Buddhadeb Bhattacharya hatte der Salim Group die Konzession zur Errichtung einer Chemiefabrik erteilt, wogegen sich Widerstand der Dorfbewohner regte. Banerjee mit ihrer Partei setzte sich an die Spitze einer Bewegung, die gegen Landenteignungen und Zwangsumsiedlungen agitierte. Am 14. März 2007 kamen bei Zusammenstößen mit der Polizei 14 Dorfbewohner ums Leben. Im November 2006 protestierte Banerjee mit dem AITC gegen ein ähnliches Industrieprojekt von Tata Motors im Ort Singur (Distrikt Hugli). Banerjee begann öffentlichkeitswirksam einen Hungerstreik, den sie über 25 Tage durchhielt und erst nach einem öffentlichen Appell Premierminister Manmohan Singhs am 28. Dezember 2008 abbrach. Diese Aktionen fanden den Beifall von internationalen Menschenrechtsaktivisten und brachten Mamata Banerjee den Ruf ein, eine kompromisslose Kämpferin für die Rechte der Unterprivilegierten zu sein. In der Folgezeit nahm die Popularität Banerjees und des Trinamool-Kongresses in Westbengalen drastisch zu. Bei der indischen Parlamentswahl 2009 wurde die Partei mit 31 % der Stimmen und 19 gewonnenen Wahlkreisen zur stärksten Partei Westbengalens und verwies die CPI(M), die seit 1971 diesen Platz besetzt hatte, auf den zweiten Platz. Vom 22. Mai 2009 bis 19. Mai 2011 war Banerjee als Nachfolgerin von Lalu Prasad Yadav Eisenbahnministerin in Indien im Kabinett Manmohan Singh II.

### Chief Ministerin von Westbengalen

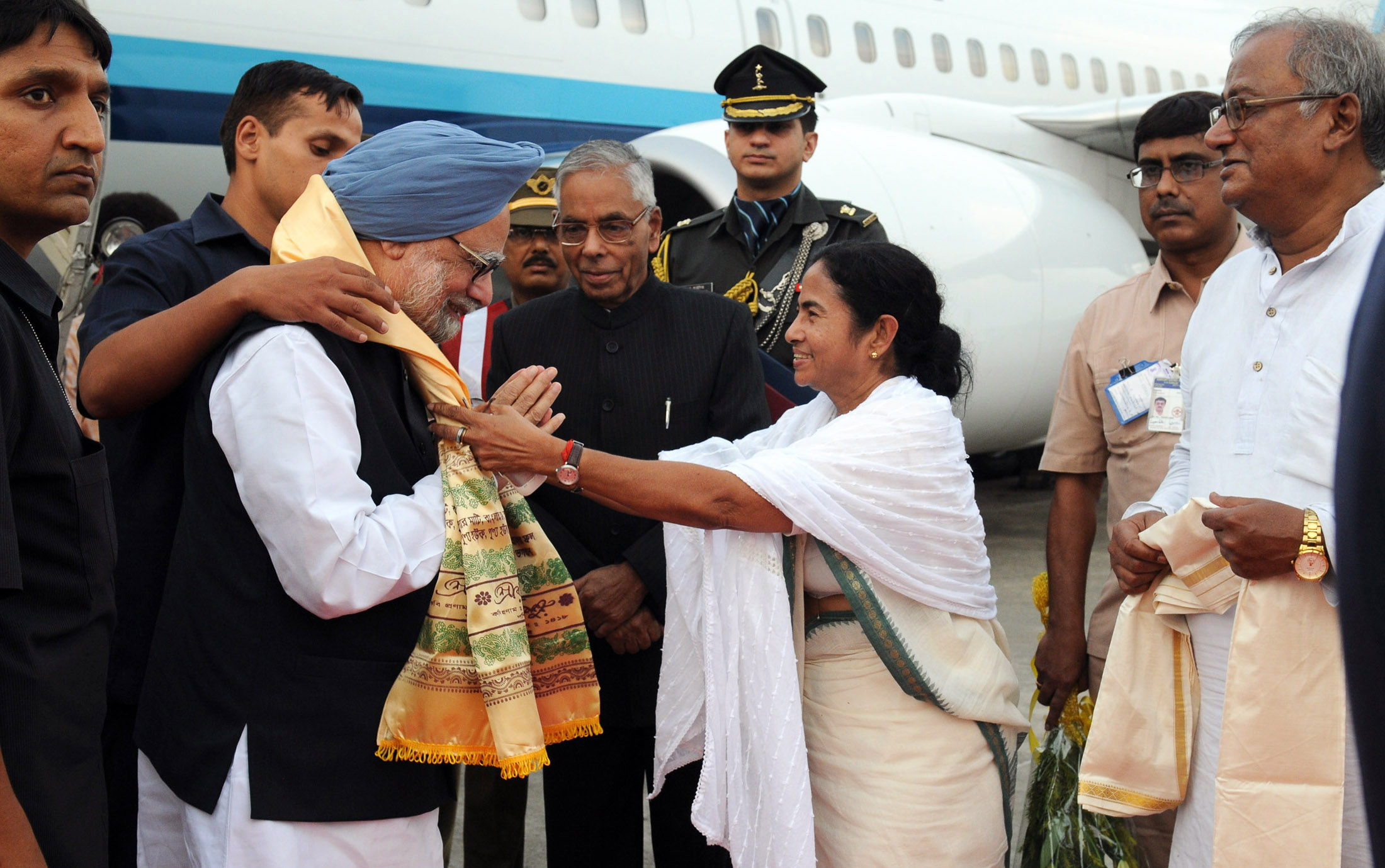
Premierminister Manmohan Singh wird bei einem Besuch in Kalkutta durch die neu gewählte Chief Ministerin Banerjee begrüßt

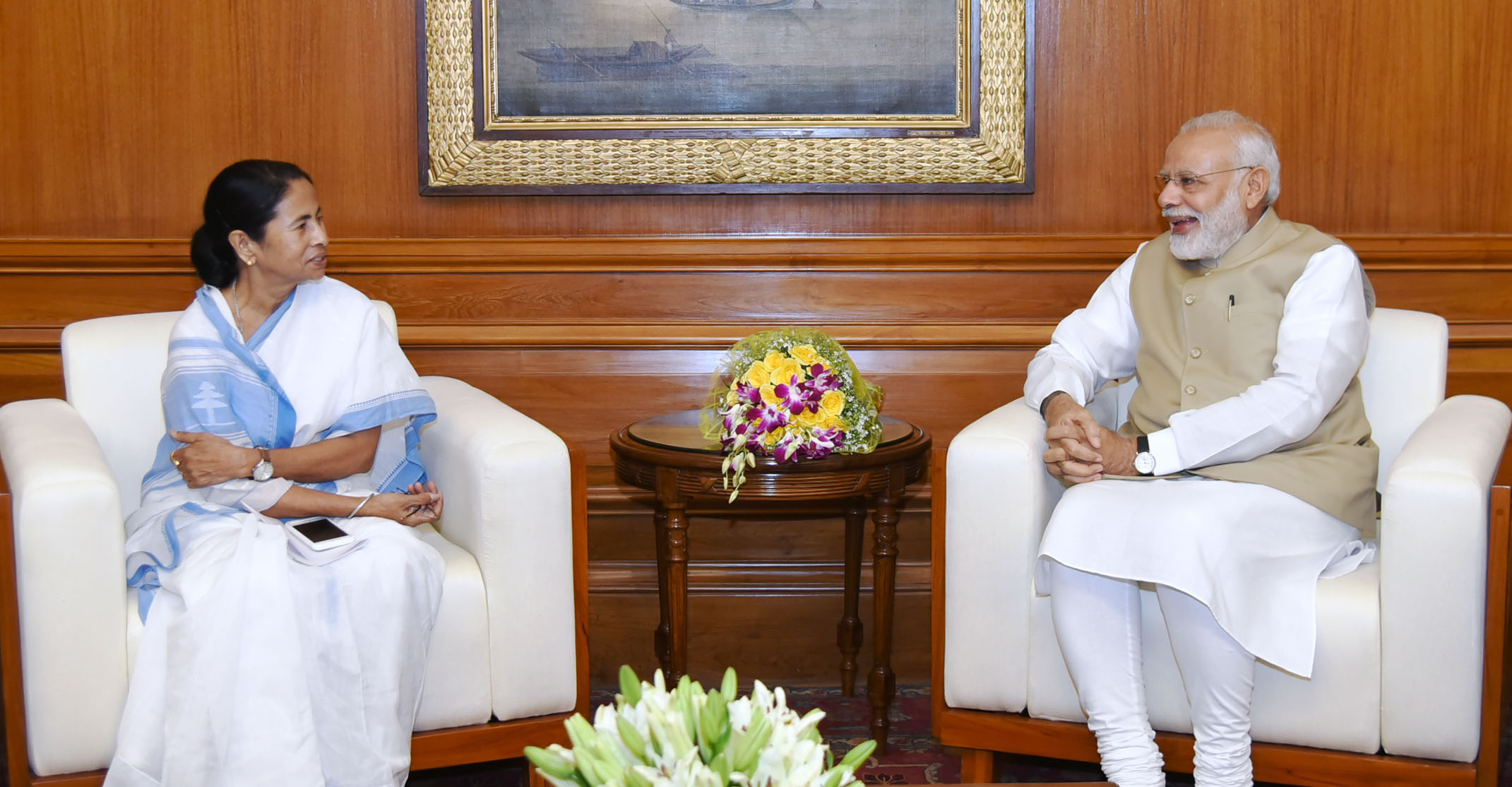
Chief Ministerin Banerjee mit Premierminister Narendra Modi (2017)

Der Trinamool Congress blieb weiter im Aufwind der Wählergunst und gewann unter Führung Mamata Banerjees die Wahl zum Parlament Westbengalens im April/Mai 2011. Damit endeten 34 Jahre ununterbrochener Regierung der Kommunisten in diesem Bundesstaat. Am 20. Mai 2011 wurde Banerjee als Chief Ministerin von Westbengalen vereidigt. Am 9. Oktober 2011 legte sie ihr Parlamentsmandat in der Lok Sabha nieder. Bei der darauffolgenden Wahl im Jahr 2016 erlangte der Trinamool Congress sogar eine Zweidrittelmehrheit im westbengalischen Parlament und Banerjee trat am 27. Mai 2016 ihre zweite Amtszeit als Chief Ministerin an.

## Politischer Stil
Mamata Banerjee ist für ihren ungestümen und impulsiven politischen Stil bekannt. In der englischsprachigen Presse wird sie häufig als firebrand, als „Heißsporn“ bezeichnet. Sie wurde als „Archetyp einer Rebellin“ beschrieben und scheute keinerlei politische Konflikte, weder mit der Kongressparteiführung (vor 1998), noch mit den die politische Landschaft Westbengalens dominierenden Kommunisten (1998 bis 2011), noch mit anderen politischen Gegnern. Im Februar 2019 legte sie sich mit der indischen Bundesregierung an, als diese den Polizeichef von Kalkutta durch CBI-Ermittler wegen angeblicher Betrügereien befragen lassen wollte. Ihr politischer Stil kann dabei als opportunistisch und populistisch beschrieben werden – anfänglich (ab 1998) verbündete sie sich mit der BJP, nach 2001 dann mit der Kongresspartei, 2004 wieder mit der BJP und 2009 bis 2012 mit der Kongresspartei. Sie griff geschickt das Thema der Landenteignungen im Zuge der umstrittenen Politik der Special Economic Zones (SEZs) in Westbengalen auf. Es kam zu der scheinbar paradoxen Konstellation, dass die kommunistische Regierung Westbengalens eine Politik der Landenteignungen kleiner Bauern zugunsten privater Investoren betrieb, während Mamata Banerjee mit ihrem Trinamool Congress mit marxistischer Rhetorik dagegen agitierte und sich als Anwältin der Armen und Unterprivilegierten präsentierte. Bei Wahlkampfveranstaltungen benutzt Banerjee eine volkstümliche Rhetorik und wird von ihren Anhängern häufig enthusiastisch wie eine Heilsbringerin gefeiert.
Mamata Banerjee gilt als eine der einflussreichsten Politikerinnen Indiens. Im Jahr 2012 führte sie das amerikanische Time-Magazin in seiner Liste der 100 einflussreichsten Personen der Welt auf.

## Persönliches
Mamata Banerjee ist unverheiratet und hat keine Kinder. Sie pflegt einen einfachen frugalen Lebensstil gandhischer Prägung. Bei öffentlichen Auftritten ist sie meist in einen schlichten einfarbigen Sari gekleidet, in den die Parteifarben des Trinamool-Kongresses eingewoben sind. Sie trägt keinen Juwelenschmuck, Kosmetik etc. Sie gilt als absolut unbestechlich.